# ستاندارد (إلينوي)
ستاندارد (بالإنجليزية: Standard)‏ هي منطقة سكنية تقع في الولايات المتحدة في مقاطعة بوتنام، إلينوي.  يقدر عدد سكانها بـ 256 نسمة .

## الموقع الجغرافي
الموقع الجغرافي للمناطق المحيطة بهذه النقطة هو كالتالي: